# Kai-lan
Kai-lan oder Chinesischer Brokkoli (Brassica alboglabra, Syn.: Brassica oleracea var. alboglabra) – im Englischen Gai lan, Chinese kale oder Chinese broccoli genannt; im Niederländischen meist Kailan geschrieben – ist ein leicht bitteres Blattgemüse mit flachen, glänzend blau-grünen Blättern und dicken Stielen. Der Kai-lan gehört in der Gattung Kohl (Brassica) zur Art des Gemüsekohls (Brassica oleracea) und ist so mit dessen Unterarten Brokkoli und Grünkohl eng verwandt, denen er im Geschmack ein wenig ähnelt. Er ist daneben ein naher Verwandter des Pak Chois wie des Chinakohls und wird in verschiedenen Sorten angebaut, die den regionalen Anbautemperaturen angepasst zu unterschiedlichen Zeiten geerntet werden. Seine Sorten können sich in äußeren Merkmalen wie der Blütenfarbe unterscheiden, wobei der gelbblütige Kai-lan eine im Vergleich zum Kai-lan mit weißer Blüte neuere Züchtung darstellt.

## Bezeichnung und Herkunft
Die Bezeichnung Kai-lan (chinesisch 芥藍 / 芥蓝) stammt aus dem Kantonesischen (芥蘭 / 芥兰). Kai-lan wird traditionell meist in der warmen, küstennahen Region seines Herkunftslands China angebaut, beispielsweise in Guangdong, Guangxi, Fujian und Yunnan. Inzwischen gibt es auch Anbaugebiete in Nordchina, Taiwan, Indien, Indonesien, Japan, Malaysia, Philippinen, Westafrika und Küstenregion des Mittelmeerraums.

## Varietät
Vom gewöhnlichen Kai-lan existiert in Asien eine zarte kleinwüchsige Kulturvarietät dieser Ursprungsform. Dort wird es siu kai-lan (kantonesisch 小芥蘭 / 小芥兰) oder xiao gailan (hochchinesisch 小芥藍 / 小芥蓝), dt. etwa „Kleiner Chinesischer Brokkoli“, genannt. Der gewöhnliche Kai-lan wird dort umgangssprachlich auch als dai kai-lan (kantonesisch) oder da gailan (hochchinesisch) dt. etwa „Großer Chinesischer Brokkoli“ bezeichnet. Ein äußerliches Merkmal zur Unterscheidung der beiden Sorten ist der wesentlich dickere Stamm des gewöhnlichen Kai-lans gegenüber der kleinwüchsigen Sorte. Die kleinwüchsige Varietät ist geschmacklich feiner. Beide Pflanzen haben bei den Inhaltsstoffen ähnliche Werte.

## Äußerliche Merkmale
Die Kai-lan-Pflanze kann eine Höhe von 0,5 bis 1 Meter erreichen, jedoch wird sie meist bei einer Größe von 30 bis 40 cm geerntet. Der Hauptstiel der Pflanze ist gerade und hat keine Härchen. Sein Stieldurchmesser beträgt meist 1,5 bis 2 cm. Die Blätter der Pflanze sind länglich oval und können bis zu 10 cm lang werden. Der Blattrand ist unregelmäßig geformt und kleinteilig gefranst. Der Blattstiel kann 3 bis 7 cm Länge erreichen. Die Blüte des Kai-lans gibt es je nach Art sowohl in weiß als auch gelb. Das Blütenblatt ist länglich oval und kann 1 bis 2,5 cm lang werden. Der Durchmesser der Blüte beträgt mind. 1,5 bis 2 cm.

## Anbau
Der Kai-lan ist eine Pflanze, die warmes bis gemäßigtes Klima bevorzugt und weist unter den Kohlgemüsesorten die größte Wärmeresistenz auf. Der Samen und Setzling des Kai-lans gedeihen am besten bei 25 bis 30 Grad Celsius. Temperatur über 30 und unter 15 Grad Celsius verhindert das Keimen und Wachstum von Saat und Jungpflanze. Gewöhnlich wächst Kai-lan bei einer Temperatur von 15 bis 25 Grad Celsius. Sein Wachstum vermindert sich bei einer Temperatur unter 20 Grad Celsius und verlangsamt sich stark, wenn sie geringer als 15 Grad Celsius ist. Die Pflanze mag große Tag-Nacht-Temperaturunterschiede und verträgt normales bis sandiges Erdreich bei 80 bis 90 % Erdfeuchte. Sie ist jedoch nicht gegen Trockenheit resistent. Übermäßige Bewässerung und Ansammlung von Wasser auf den Feldern wirkt sich negativ auf die Pflanze aus.

## Verwendung
Kai-lan ist in der chinesischen Küche und vor allem in der südlichen Kanton-Küche sehr verbreitet, zum Beispiel sautiert mit Ingwer und Knoblauch oder einfach in heißem Wasser gegart serviert mit Austernsauce. Im Gegensatz zum Brokkoli, wo nur die Blüten-Teile verzehrt werden, wird Kai-lan in der Regel mit Blättern und Stielen zubereitet. In manchen Ländern wird das Gemüse auch als Zutat in Salat verwendet. In Asien hat Kai-lan auch Eingang in der Küche Koreas, Japans, Myanmars, Thailands und Vietnams gefunden.

## Inhaltsstoffe

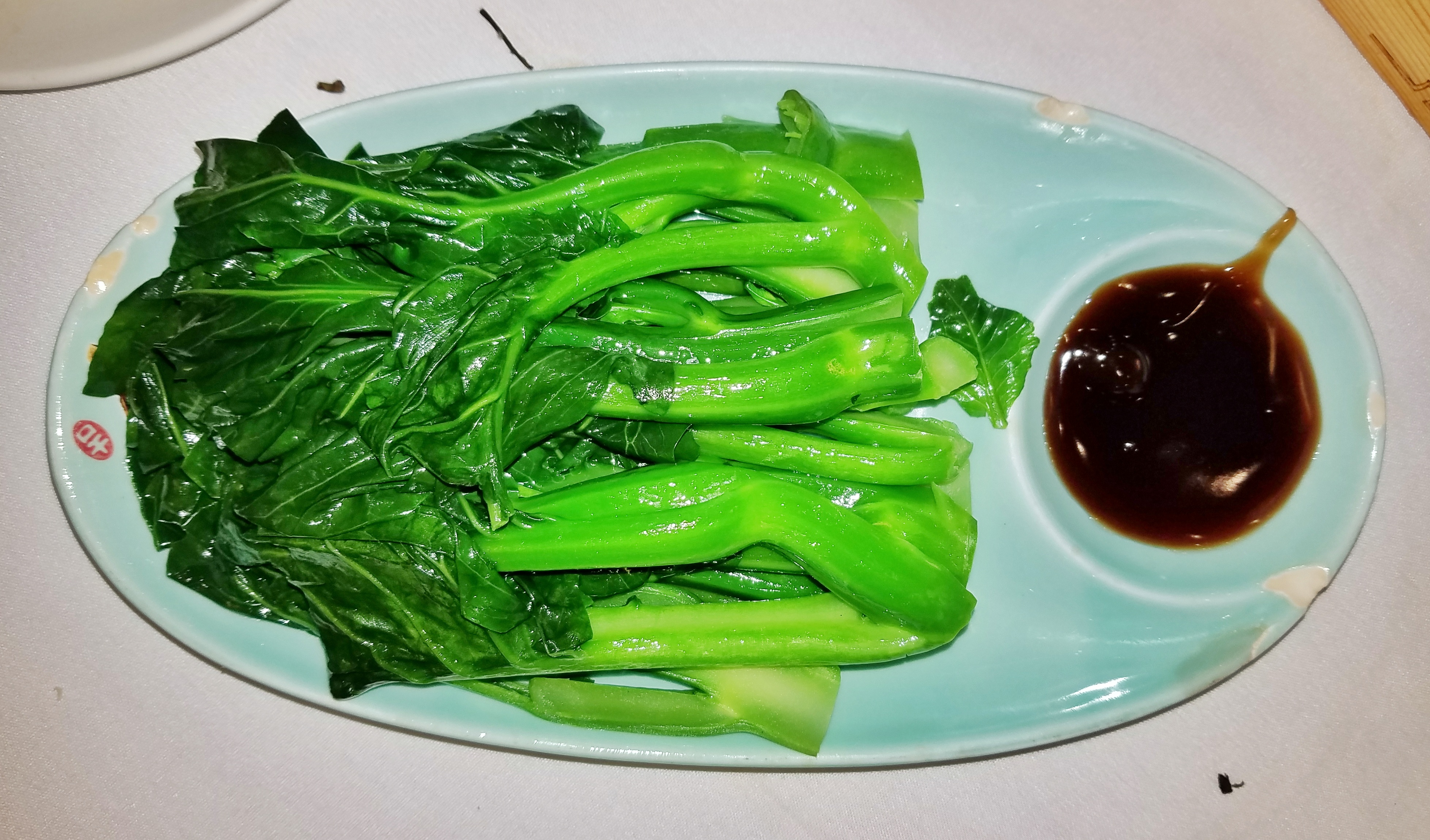
Kai-lan mit Austernsoße – Einfache Chinesische Küche, 2020

Kai-lan ist reich an Vitaminen, Mineralien und Ballaststoffen. Zu seinen Inhaltsstoffen gehören z. B. Eisen, Kupfer, Kalium, Kalzium, Magnesium, Mangan, Natrium, Phosphor, Selen, Strontium, Zink, β-Carotin (Provitamin A), verschiedene Vitamin A, Vitamin B, Vitamin C, Vitamin E, Vitamin K1, Folsäure, Eiweiß, Fett, Kohlenhydrate und Zucker. Die Werte dienen als allgemeine Orientierung, da Umweltbedingung des Anbaugebiets auch einen Einfluss auf diese Werte haben.
| Brennwert          | Wasser | Fett  | Eiweiß | Kohlenhy. | Ballastst. | Zucker |
| ------------------ | ------ | ----- | ------ | --------- | ---------- | ------ |
| 125,5 kJ (30 kcal) | 93 g   | 0,8 g | 1,2 g  | 4,7 g     | 2,6 g      | 0,9 g  |

| Gesätt. Fettsäuren | Einf. ungesätt. Fettsäuren | Mehrf. ungesätt. Fettsäuren | Folsäure |
| ------------------ | -------------------------- | --------------------------- | -------- |
| 0,12 g             | 53 mg                      | 0,35 g                      | 0,1 mg   |

| Eisen   | Kupfer | Kalium | Kalzium | Magn. | Natrium | Phosphor | Selen  | Zink    |
| ------- | ------ | ------ | ------- | ----- | ------- | -------- | ------ | ------- |
| 0,59 mg | 64 µg  | 270 mg | 110 mg  | 19 mg | 7 mg    | 43 mg    | 1,4 µg | 0,41 mg |

| β-Carotin | Vita. A | Vita. B1 | Vita. B2 | Vita. B3 | Vita. B6 | Vita. C | Vita. K1 | Cholin |
| --------- | ------- | -------- | -------- | -------- | -------- | ------- | -------- | ------ |
| 1,03 mg   | 86 µg   | 0,1 mg   | 0,15 mg  | 0,46 mg  | 74 µg    | 29,6 mg | 89,1 µg  | 27 mg  |

Quelle zur Tabellen:
Anmerkung

## Sonstiges
- Brokkoli heißt auf Chinesisch xi lanhua (chi. 西蓝花)[Fn 5] bzw. regional auf Kantonesisch sai lanfa (kant. 西兰花)[Fn 6], wörtlich etwa „westlicher chinesischer Kohl“.[14]
- Eine vergleichsweise neue Kreuzung zwischen Brokkoli und Kai-lan – Kai-lan-Brokkoli-Hybrid – wird seit etwa Ende der 1990er-Jahre unter einer Vielzahl von Handelsnamen, wie beispielsweise “Aspabroc”, “Broccolini”, „Bimi“, “Tenderstem” etc., vertrieben.[15]

## Siehe
- Chinesischer Schnittlauch
- Tatsoi
- Zhacai